# Княжпогостський район
Княжпого́стський район (рос. Княжпогостский район, комі Княжпогост район) — адміністративна одиниця Республіки Комі Російської Федерації.
Адміністративний центр — місто Ємва.

## Історія
Желєзнодорожний район був утворений 14 липня 1939 року із частини Усть-Вимського району, центром стало селище Желєзнодорожний.
17 березня 1941 року селище Желєзнодорожний отримало статус селища міського типу.
11 березня 1955 року утворено Сіндорську сільраду. 30 вересня 1958 року селище Тракт отримало статус селища міського типу. 2 березня 1959 року Чорноріченська сільрада увійшла до складу Вожайольської селради, Ропчинська сільрада — до складу Йосерської сільради, Онезька сільрада — до складу Шошецької сільради.
1963 року район отримав сучасну назву. 19 січня 1963 року населені пункти Усть-Коїн та Вугдіно Веслянської сільради передані до складу Мещурської сільради. 26 жовтня 1964 року ліквідовано присілки Керос, Модлапов, Маркорд, селища Пурись, Верхній 53 квартал, Ближній, Десятий лісопункт та Південний Месью. 16 січня 1965 року населені пункти Ветью та Кидзьдіно Тур'їнської сільради передані до складу Веслянської сільради, селище Килтово Серьоговської сільради передано до складу Желєзнодорожної селради, Веслянська сільрада перейменована у Ветьїнську сільраду з перенесенням центру із села Весляна до селища Ветью, засновано селище Орс'ю Ветьїнської сільради та селище Брусничний Тур'їнської сільради. 26 травня 1965 року селище Весляна приєднано до селища Чорноріченський Вожайольської селради; присілок Вейпом — до села Княжпогост Княжпогостської сільради; присілки Кокпом, Ибйив та Ягпом — до села Шошка Шошецької сільради; присілки Бор, Заріч'є, Ольвідзь та Усольє — до села Серьогово; присілок Седмир'я — до присілка Раковиця Княжпогостської сільради; селища Килтово-1 та Килтово-2 утворили селище Килтово Желєзнодорожної селради. 30 липня 1965 року ліквідовано селище Мікунський ДОК Желєзнодорожної селради та селище Пожема Шошецької сільради, станційне селище Чинья-Ворик приєднано до селища Чинья-Ворик.
20 грудня 1974 року ліквідовано селища Коїнський та ЦРММ Вожайольської селради; селище Бож'юдор та присілок Кидзьдіно Ветьїнської сільради; селище Верхньо-Веслянський та станційне селище Ропча Іоссерської сільради; селище Усть-Коїн та присілок Пегиш Мещурської сільради; присілок Куштисевка Тур'їнської сільради; присілок Заріч'є Шошецької сільради. 20 лютого 1975 року населений пункт Сіндор отримав статус селища міського типу, до складу Сіндорської селради увійшли селища Заозерний, Іоссер та Сімва, присілок Сіндор, станційні селища Білки та Тайожний. 17 лютого 1976 року присілки Лялі-1 та Лялі-2 утворили присілок Лялі Серьоговської сільради, засновано селище Шомвуково Чиньяворицької сільради. 31 серпня 1976 року ліквідовано селище Тіманський Чиньяворицької сільради, станційні селища Білки, Весляна, Кріпежна, Муська, Ракпас, Сорд'ю, Тайожний, Тіманський та Чуб. 13 жовтня 1976 року селище Іоссер Сіндорської селради перейменовано в селище Вісдін. 12 серпня 1977 року ліквідовано селище Заозерний Сіндорської селради, присілок Вейконі приєднано до присілка Коні Тур'їнської сільради.
2 серпня 1985 року селище міського типу Желєзнодорожний отримало статус міста і назву Ємва. 28 грудня 1987 року ліквідовано селище Чом'яшор Серьоговської сільради, присілок Куавиця Шошецької сільради.
26 грудня 1991 року селище міського типу Вожайоль отримало статус селища, до складу Вожайольської сільради увійшли селища Вожайоль, Зимка та Чорноріченський. 14 липня 1992 року ліквідовано селище Зимка Вожайольської сільради; селище міського типу Тракт отримало статус селища, до складу Трактівської сільради увійшли селища Лем'ю, Ракпас та Тракт. 28 квітня 1998 року ліквідовані присілки Гортшор Шошецької сільради, Жигановка Тур'їнської сільради та селище Орс'ю Ветьїнської сільради.
22 грудня 2000 року ліквідовано селище Вісдін Сіндорської селради. 21 травня 2004 року ліквідовано селище Лем'ю Трактівської сільради.

## Населення
Населення району становить 18716 осіб (2019; 23432 у 2010, 29687 у 2002, 39307 у 1989).
Національний склад (станом на 2010 рік):
- росіяни — 16431 особа (70,12 %)
- комі — 3570 осіб (15,24 %)
- українці — 1266 осіб (5,40 %)
- білоруси — 406 осіб (1,73 %)
- азербайджанці — 310 осіб (1,32 %)
- татари — 203 особи (0,87 %)
- німці — 153 особи (0,65 %)
- чуваші — 87 осіб (0,37 %)
- інші — 1006 осіб

## Адміністративно-територіальний поділ
На території району 2 міських поселення та 7 сільських поселень:
| Поселення                        | Площа, км² | Населення, осіб (1989) | Населення, осіб (2002) | Населення, осіб (2010) | Населення, осіб (2019) | Центр      | Населені пункти |
| -------------------------------- | ---------- | ---------------------- | ---------------------- | ---------------------- | ---------------------- | ---------- | --------------- |
| Ємвинське міське поселення       | 741,04     | 19713                  | 17166                  | 14793                  | 12557                  | Ємва       | 10              |
| Сіндорське міське поселення      | 527,41     | 3716                   | 3089                   | 2489                   | 2118                   | Сіндор     | 3               |
| Іоссерське сільське поселення    | 286,44     | 1838                   | 689                    | 415                    | 172                    | Іоссер     | 3               |
| Мещурське сільське поселення     | 336,13     | 2099                   | 527                    | 358                    | 233                    | Мещура     | 2               |
| Серьоговське сільське поселення  | 252,81     | 1464                   | 1068                   | 822                    | 613                    | Серьогово  | 6               |
| Трактівське сільське поселення   | 603,21     | 5758                   | 3200                   | 2105                   | 1456                   | Тракт      | 4               |
| Тур'ївське сільське поселення    | 172,01     | 1551                   | 1004                   | 418                    | 209                    | Тур'я      | 7               |
| Чиньяворицьке сільське поселення | 549,38     | 2345                   | 2389                   | 1592                   | 1021                   | Чиньяворик | 3               |
| Шошецьке сільське поселення      | 252,01     | 823                    | 555                    | 440                    | 337                    | Шошка      | 9               |
| Міжселенна територія             | 20880,46   | -                      | -                      | -                      | -                      | -          |                 |

2009 року було ліквідовано селище Питир'ю. 27 лютого 2012 року ліквідовано Вожайольське сільське поселення (приєднано до складу Трактівського сільського поселення), 5 травня 2012 року — Княжпогостське сільське поселення (приєднано до складу Ємвинського міського поселення), 28 квітня 2017 року — Ветьюське сільське поселення (приєднано до складу Тур'ївського сільського поселення).

## Найбільші населені пункти
| №  | Населений пункт | Населення, осіб (1989) | Населення, осіб (2002) | Населення, осіб (2010) |
| -- | --------------- | ---------------------- | ---------------------- | ---------------------- |
| 1  | Ємва            | 18 782                 | 16 739                 | 14 570                 |
| 2  | Сіндор          | 2 724                  | 3 030                  | 2 478                  |
| 3  | Чиньяворик      | 1 276                  | 2 044                  | 1 561                  |
| 4  | Тракт           | 2 413                  | 1 097                  | 764                    |
| 5  | Ракпас          | 359                    | 1 055                  | 665                    |
| 6  | Чорноріченський | 1 566                  | 818                    | 541                    |
| 7  | Серьогово       | 699                    | 569                    | 483                    |
| 8  | Мещура          | 722                    | 428                    | 297                    |
| 9  | Шошка           | 503                    | 324                    | 277                    |
| 10 | Лялі            | 587                    | 375                    | 258                    |